# پان زنچی
پان زنچی (انگلیسی: Pan Zhenqi؛ زادهٔ ۵ ژوئیهٔ ۱۹۹۵) بازیکن بسکتبال زن اهل چین است.
وی در مسابقات کشوری و بین‌المللی در مجموع برندهٔ ۲ مدال طلا، ۲ مدال نقره شده‌است.